# Nickelodeon on Sunset Studios
Nickelodeon On Sunset, anteriormente conhecido como Earl Carroll Theatre, foi um departamento de estúdios localizado na Sunset Boulevard, 6230, em Hollywood, Califórnia, onde eram gravados os programas live-actions produzidos pela Nickelodeon desde 1997, anteriormente os programas live-actions originais da Nickeldoeon eram produzidos em Nickelodeon Studios em Orlando, Florida.
Até agora, 12 séries de televisão já foram gravadas nos estúdios. As séries de maior repercussão gravadas foram, iCarly e Victorious. Desde setembro de 2007, o centro de preservação dos departamentos antigos de Los Angeles tem trabalhado para assegurar que o complexo está protegido.
O Conselho da Cidade de Los Angeles designou o Edifício Earl Carroll Theatre de 1938 como um Monumento Histórico-Cultural,durante sua reunião em 7 de dezembro de 2016. Em setembro de 2016, o Conselho da Cidade também aprovou a proposta do desenvolvedor Essex Portfolio, de Palo Alto. Construir um novo edifício de uso misto na parte oeste do local do edifício do teatro. O projeto manterá o edifício histórico e incorporará novas construções no estacionamento de superfície adjacente. O novo empreendimento terá sete andares e está ligado ao edifício do teatro por meio de um passeio pedestre. O projeto exige 4.700 pés quadrados de espaço comercial no térreo, além de 200 unidades residenciais. Terreno foi demolido em 17 de outubro de 2017.

## História
Nickelodeon On Sunset foi originalmente inaugurado em 26 de dezembro de 1938 como Earl Carroll Theatre. Depois que Carroll e Wallece morrerem num acidente de avião em 1948, o departamento foi vendido. Em 1953, tornou-se a boate Moulin Rouge, logo depois  virou o clube Hullabaloo Rock and Roll e mais tarde tornou-se o Aquarius Theatre no final de 1960. A Pick-Vanoff Companhia, que possuía o sunset GowerS Studios, comprou o complexo em 1983, transformando num departamento de televisão onde Star Search, Jerry Lewis MDA Telethon e The Chevy Chase Show foram gravados.

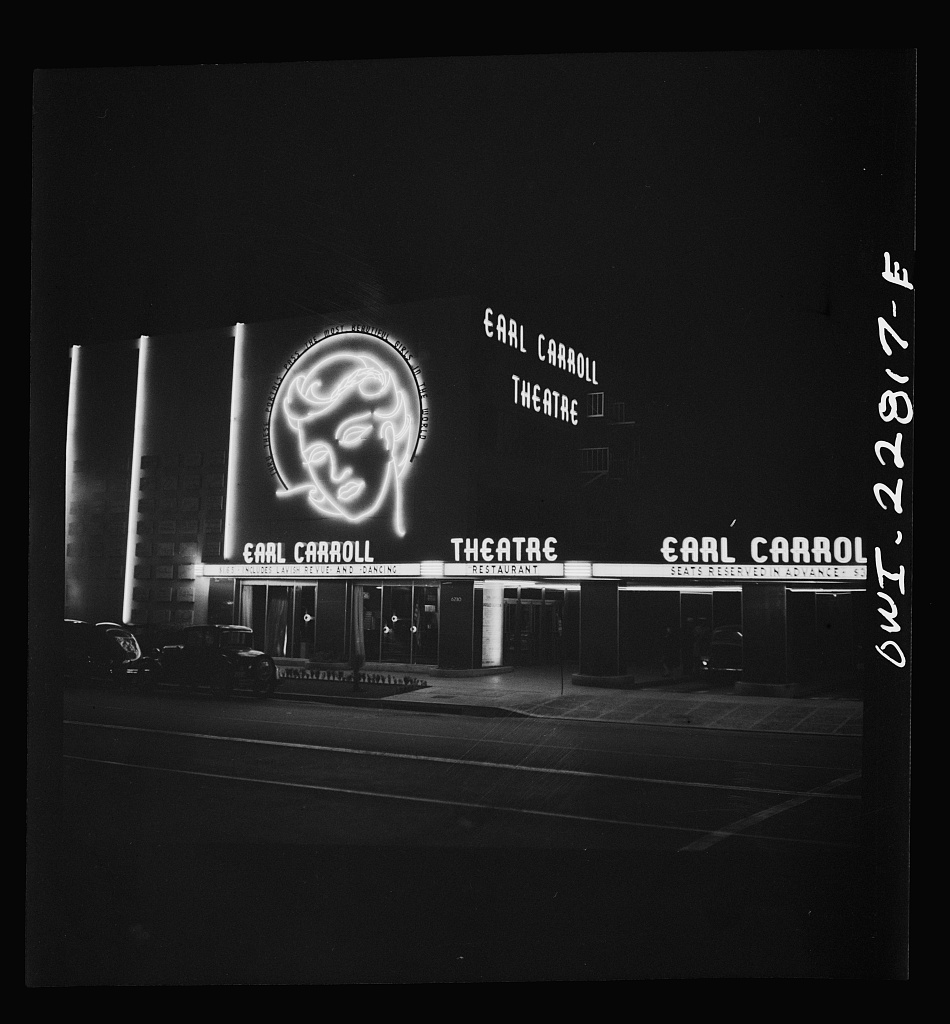
Earl Carrol Theatre na década de 1940.

Em meados dos anos 90, a Nickelodeon decidiu transferir a produção de algumas de suas séries gravadas em Nickelodeon, em Orlando, Florida para a costa oeste dos Estados Unidos, o primeiro programa a ser transferido foi All That que passou um ano sendo gravado em Paramount Studios. Um ano depois a Nickelodeon comprou as instalações de Sunset Blvd, 6230 e colocou o nome de "Nickelodeon On Sunset" em 1997. Devido ao pouco espaço nos estúdios, poucas séries são gravadas em Nickelodeon On Sunset ao mesmo tempo, como resultado, outras séries live-actions produzidas pela Nickelodeon são gravadas em outros estúdios na área de Hollywood. A Nickelodeon saiu da propriedade em 2017, porém retornou ao estúdio em 2019 para gravar o reality  America's Most Musical Family. Com a adição de um novo edifício baixo ao lado do teatro, o local voltará a ser chamado de "Earl Carroll Theatre" em 2020.

## Programas gravados em Nickelodeon On Sunset
- All That  (temporadas 4-10)
- Kenan & Kel (temporadas 3 e 4)
- The Amanda Show (temporadas 2 e 3)
- Taina (somente segunda temporada)
- Manual de Sobrevivência Escolar do Ned
- Unfabulous
- Drake & Josh (temporadas 1, 2, 4)
- Zoey 101  (apenas alguns episódios menores)
- iCarly (temporada 1 a 5)  Mudou-se para Sunset Bronson nas temporadas 6 e 7
- Dance on Sunset
- True Jackson, VP (apenas a primeira temporada)
- The Fresh Beat Band' - Vários episódios para Nick Jr.
- Victorious
- Sam & Cat
- Bella e os Bulldogs
- America's Most Musical Family